# Mehmet Yılmaz (Fußballspieler)
Mehmet Hilmi Yılmaz (* 22. Mai 1979 in Of, Türkei) ist ein ehemaliger türkischer Fußballspieler.

## Karriere

### Verein
Begonnen hat die Karriere von Yılmaz bei seinen Jugendvereinen Trabzon Telekomspor, Gümüşhane Doğanspor, Çanakkale Dardanelspor, Altay İzmir und Samsunspor.
Sein erstes Profiliga-Jahr absolvierte er in der Saison 2003/04, als er aus der Jugend des damaligen Süper-Lig-Clubs Samsunspor für eine Ablöse von einer Million Euro zu Trabzonspor wechselte. Mit Trabzonspor gewann er 2004 den Türkischen Pokal. 2005 wurde er dann an Denizlispor ausgeliehen, bevor er dann im Juli 2006 zu seinem aktuellen Verein Ankaraspor wechselte. Zur Saison 2008/09 wechselte er zum Lokalrivalen MKE Ankaragücü.
Anfang September 2012 wurde sein Wechsel zum Aufsteiger Akhisar Belediyespor bekanntgegeben. Er unterschrieb hier einen Zweijahresvertrag. Nach einer halben Spielzeit verließ er Akhisar Belediyespor und wechselte zum Drittligisten Kızılcahamamspor, wo er 2013 noch zwei letzte Ligaspiele absolvierte.

### Nationalmannschaft
Yılmaz wurde zu seiner Zeit bei Samsunspor das erste Mal für die türkische U-21-Nationalmannschaft nominiert und absolvierte für diese insgesamt acht Partien. Anschließend spielte er in den Jahren 2003 bis 2004 zweimal für die zweite Auswahl für die Türkische Nationalmannschaft und einmal für die erste Auswahl.

## Erfolge
- Mit Trabzonspor
  - Türkischer Vizemeister (2): 2003/04, 2004/05
  - Türkischer Pokalsieger (2): 2003, 2004